# 本廳
本廳，是臺灣嘉義縣溪口鄉的一個傳統地域名稱，位於該鄉中部偏南。相較於今日行政區，其範圍大致為本厝村北半部。

## 歷史
台灣日治初期，本廳地區為一街庄（舊制街庄），稱為「本廳庄」，隸屬於打貓南堡。該庄西及西北與崙尾庄為鄰，東北與上崙庄為鄰，東邊為柳仔溝庄，南邊為厝仔庄、西庄。
1901年（日治明治三十四年）11月11日，全台設置二十廳，該庄隸屬於嘉義廳。1904年（明治三十七年）2月15日，該庄編入「雙溪口區」，隸屬於嘉義廳。1909年（明治四十二年）10月25日，全台整併二十廳為十二廳，該庄仍隸屬於嘉義廳。1910年（明治四十三年）1月18日，各區管轄區域調整，該庄仍隸屬於嘉義廳的「雙溪口區」。
1920年（大正九年）10月1日，全台廢十二廳改設五州二廳，該庄改制為「本廳」大字，隸屬於臺南州嘉義郡溪口庄（新制街庄）。
戰後溪口庄改制為溪口鄉，隸屬於臺南縣，大字亦改制為村。1950年（民國39年）10月，雲、嘉、南分治，溪口鄉改隸屬於嘉義縣。

## 聚落
本地區發展較早的聚落為本廳，在日治期初期的官方地圖上已有記載。

## 交通
鄉道嘉77線是下崙至雙援的道路。
鄉道嘉88線是崙尾至頂土庫的道路。